# Helmut Schleweis
Helmut Schleweis (* 18. August 1954 in Heidelberg) ist ein deutscher Bankmanager. Er war vom 1. Januar 2018 bis zum 31. Dezember 2023 Präsident des Deutschen Sparkassen- und Giroverbandes e. V. (DSGV).

## Leben
Nach dem Abitur absolvierte Schleweis in Heidelberg bei der Sparkasse eine Ausbildung zum Bankkaufmann. Es folgten Fachlehrgänge an der Sparkassenakademie in Rastatt und am Lehrinstitut für das kommunale Sparkassen- und Kreditwesen in Bonn. 1988 wurde der Sparkassenbetriebswirt Mitglied des Vorstands der Sparkasse Heidelberg und 2002 deren Vorsitzender. Von Januar 2010 bis zu seiner Wahl zum Präsidenten des DSGV im Jahr 2017 war er zudem Bundesobmann der deutschen Sparkassen. Sein Amt als Präsident der DSVG legte er im Januar 2024 nieder. Seit Juli 2024 leitet er die Deutsche Sparkassenstiftung für Internationale Kooperation.
Schleweis ist verheiratet und Vater zweier Kinder.